# Krv nije voda (album sastava Gracia)
Krv nije voda deveti je studijski album pop rock sastava Gracia, kojeg 2008. godine objavljuje diskografska kuća Dancing Bear.

## O albumu
Ovim albumom Matija Vuica i Jurica Popović vraćaju se pop rock zvuku 1990-ih godina. Materijal je pripreman dvije godine, a na njemu se nalazi jedanaest skladbi (dvanaest s uvodom). Glazbu, aranžmane, tekstove i produkciju radio je Popović.
Album se svojom tematikom bavi hrvatskom pričom te njezinom poviješću. Tekstovi govore o vjeri, ljubavi i domoljublju, a pjesme koje su na neki način obilježile album između ostalih su, naslovna "Krv nije voda", "Kroacijo", "Ljubim kamen tvoj", himnična "Sjajna zvijezdo" te potpuno drugačija ljubavna pjesma "Još uvijek te volim", koja je postala nova uspješnica Gracie poput "Linđa" i "Ere".
Promociju albuma pratila su tri video spota, nazvana "Triologija: Crven, bijeli i plavi" te su snimani na hrvatskim otocima. Spot za pjesmu "Krv nije voda" sniman je na Brijunima, "Kroacijo" na Hvaru i "Sjajna zvijezdo" na otoku Pagu.
Zanimljivosti
Album je zamišljen kao nekakva vrsta poklona gdje je prvih 1500 kupaca uz knjižicu s tekstovima na dar dobilo medaljon koji je blagoslovio velečasni Zlatko Sudac.
Nakon prve trilogije Gracia je snimila video spot za pjesmu "Ljubim kamen tvoj" (kao razglednicu Hrvatske kroz kamene motive), a zatim i drugu trilogiju pod nazivom "Ljubav" u kojoj su spotovi za pjesme "Božji dan" (pod slapovima Kravice u Hercegovini i u muzeju "Narona"), "Još uvijek te volim" (u etno-selu Herceg u Međugorju) i "Ovo nije moj svijet" (ušće rijeke Neretve). S ukupno sedam video brojeva su zaključili ovaj album.

## Popis pjesama
| Br. | Skladba               | Autor          | Trajanje |
| --- | --------------------- | -------------- | -------- |
| 1.  | »Božji dan«           | Jurica Popović |          |
| 2.  | »Kroacijo«            | Jurica Popović |          |
| 3.  | »Salonski igrači«     | Jurica Popović |          |
| 4.  | »Krv nije voda«       | Jurica Popović |          |
| 5.  | »Nije mi žao«         | Jurica Popović |          |
| 6.  | »Navik on živi«       | Jurica Popović |          |
| 7.  | »Sjajna zvijezdo«     | Jurica Popović |          |
| 8.  | »Još uvijek te volim« | Jurica Popović |          |
| 9.  | »Ljubim kamen tvoj«   | Jurica Popović |          |
| 10. | »Ovo nije moj svijet« | Jurica Popović |          |
| 11. | »Amen«                | Jurica Popović |          |

## Izvođači
- Matija Vuica - vokal
- Jurica Popović - gitara

## Vanjske poveznice
- Dancing Bear  Arhivirana inačica izvorne stranice od 13. lipnja 2010. (Wayback Machine) - Krv nije voda
- Diskografija.com - Popis pjesama